# دميترو تشيجرينسكي
دميترو أناتوليوفيتش تشيهرينسكي (مواليد 7 نوفمبر 1986)، هو لاعب كرة قدم أوكراني محترف يلعب في مركز قلب الدفاع لنادي شاختار دونيتسك في الدوري الأوكراني الممتاز.
قضى معظم حياته المهنية من 2002 إلى 2015 مع شاختار دونيتسك في فترتين منفصلتين. خلال الفترة التي قضاها مع النادي، حصل على العديد من الجوائز بما في ذلك الفوز بخمسة ألقاب في الدوري الأوكراني الممتاز، والعديد من الكؤوس في الدوري الأوكراني، وكأس الاتحاد الأوروبي في عام 2009. أمضى موسم 2009-2010 مع برشلونة في إسبانيا، وانضم مقابل 25 مليون يورو، كان ظهوره على أرض الملعب نادرًا خلال فترة وجوده مع برشلونة، مما دفعه للعودة إلى شاختار مقابل 15 مليون يورو.
مثل تشيهرينسكي منتخب أوكرانيا من عام 2007 إلى عام 2011، حيث شارك في 29 مباراة. كان ضمن تشكيلة منتخب بلاده في كأس العالم 2006، لكنه لم يلعب بسبب الإصابة.

## النشأة
ولد تشيهرينسكي في إيزياسلاف، مقاطعة خملنيتسكي، جمهورية أوكرانيا الاشتراكية السوفياتية. كان لاعبًا في فريق شباب يو إف كيه لفيف قبل أن ينتقل إلى دونيتسك في سن الرابعة عشرة، ليكمل مسيرته في أكاديمية شاختار دونيتسك. حصل على درجة الماجستير في الفنون الليبرالية.

## مسيرته الرياضية

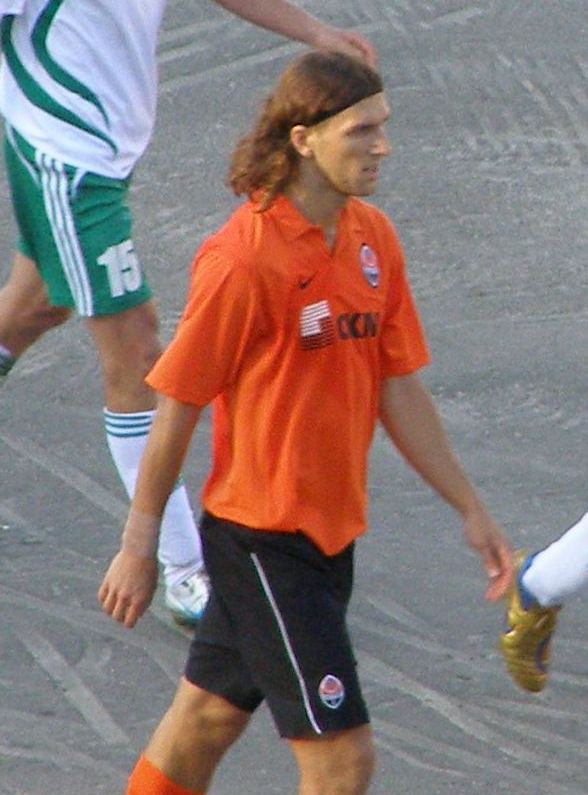
دميترو تشيجرينسكي، لاعب كرة قدم

### نادي برشلونة
في 26 أغسطس 2009، بعد مفاوضات طويلة بين شاختار وبرشلونة، تم التوصل إلى اتفاق بشأن انتقال تشيهرينسكي. بلغت قيمة الصفقة حوالي 25 مليون يورو. في 31 أغسطس 2009، أكد برشلونة أن تشيهرينسكي قد اجتاز الفحص الطبي ووقع عقدا لمدة خمس سنوات. كان تشيهرينسكي أول لاعب أوكراني يلعب مع برشلونة على الإطلاق.
ظهر تشيهرينسكي لأول مرة مع برشلونة في 12 سبتمبر 2009 في الدوري الإسباني ضد خيتافي. لعب 90 دقيقة كاملة في أول ظهور له، وساهم في فوز الفريق بنتيجة 2-0.
على الرغم من احتفاظ برشلونة باللقب، إلا أن أداء تشيهرينسكي كان سيئًا في موسمه الأول مع النادي. على الرغم من ذلك، ظل المدير الفني بيب جوارديولا حريصًا على الاحتفاظ به.

## بطولات
شاختار دونيتسك
- الدوري الممتاز الأوكراني: 2005-06، 2007-08
- كأس الأوكراني: 2003-04، 2007-08
- الأوكرانية كأس السوبر: 2008
- كأس الاتحاد الأوروبي: 2008-09

الفردية:
- أوروبا تحت 21 عاما بطولة فريق من بطولة: 2006.

## روابط خارجية
- دميترو تشيجرينسكي على موقع الاتحاد الدولي (مؤرشف)  (الإنجليزية)
- دميترو تشيجرينسكي على موقع الاتحاد الأوربي (الإنجليزية)
- دميترو تشيجرينسكي على موقع اتحاد أوكرانيا (الإنجليزية)
- دميترو تشيجرينسكي على موقع قاعدة بيانات كرة القدم.إي يو (الإنجليزية)
- دميترو تشيجرينسكي على موقع ليكيب (الفرنسية)
- دميترو تشيجرينسكي على موقع ناشيونال فوتبول تيمز (الإنجليزية)
- دميترو تشيجرينسكي على موقع Soccerbase.com (لاعب) (الإنجليزية)
- دميترو تشيجرينسكي على موقع Soccerway.com (الإنجليزية)
- دميترو تشيجرينسكي على موقع عالم كرة القدم.نت (الإنجليزية)
- دميترو تشيجرينسكي على موقع AS.com (الإسبانية)